# Morsanszk
Morsanszk (oroszul Морша́нск) város Oroszországban, a Tambovi területen, a Cna folyó (Oka medencéje) mentén, Tambovtól 93 kilométerre északra. Népessége: 41 556 (2010-es népszámlálás); 44 486 (2002-es népszámlálás); 50 055 (1989-es népszámlálás); 44 000 (1970).

## Története
Morsanszk pontos eredete ismeretlen, azonban dokumentumok legalább a 16. század óta említenek lakott helyet ezen a területen. 1779-ben Nagy Katalintól városi rangot kapott, mivel növekedése miatt a város a Cna folyó egyik legfontosabb gabonakereskedelmi központja volt.

## Nevezetes morsanszki személyek
- Szofja Bargyina (1853–1883) – narodnyik mozgalmár,
- Nyikolaj Valentyinov (1879–1964) – publicista, filozófus
- Alekszandr Alekszandrovics Mihajlov (1888–1983) – csillagász.